# Одна червона скріпка

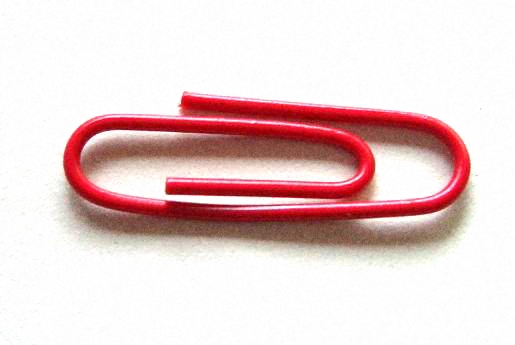
Та сама скріпка.

Одна червона скріпка (англ. One red paperclip) — назва реальної події, що набула розголосу і стала феноменом, коли внаслідок 14-ти крокової серії обмінів Кайлу Макдональду за рік вдалося обміняти звичайну паперову скріпку на двоповерховий будинок.
Вебсайт One red paperclip був створений канадським блогером Кайлом Макдональдом, натхненним ідеєю дитячої гри Більший, кращий (Bigger, Better) суть якої у тому, щоб обміняти свій предмет на трохи кращий, більший, дорожчий. Після успіху і небувалої світової популярності, автор написав однойменну книгу, яка вже перекладена на більш ніж 15 мов.

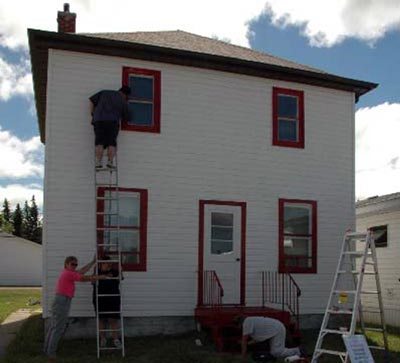
Будинок, кінцевий обмін Кайла

## Покрокова хроніка обмінів
1. 14 липня 2005, він відбув до Ванкувера і обміняв скріпку на ручку у вигляді риби
2. Цього ж дня від обмінює ручку-рибу на дверну ручку у вигляді скульптури руки
3. 25 липня 2005, він відбув до Амхерсту, штат Массачусетс, щоб обміняти дверну ручку на портативний туристичний пальник Coleman (з паливом).
4. 24 вересня 2005 він відбув до Сан-Клементе, Каліфорнія, де виторговує за похідну плитку дизельний генератор Honda.
5. 16 листопада 2005 він здійснив другу (і успішну) спробу (після того, як генератор був конфіскований пожежною службою Нью-Йорку) в Maspeth, Queens, аби обміняти генератор на порожню бочку для пива, вексель для заповнення бочки пивом за вибором власника, і неонову вивіску Budweiser.
6. 8 грудня 2005, виміняв усе це у Квебекського коміка і радіоведучого Мішеля Барретта на снігохід Ski-Doo.
7. Протягом тижня він обміняв снігохід на поїздку для двох в Yahk, Британська Колумбія, у лютому 2006 року.
8. 7 січня 2006 він виторгував замість квитків на поїздку для двох на вантажний фургон.
9. 22 лютого 2006 він виміняв вантажівку на звукозаписувальний контракт із студією Metalwork у Торонто.
10. 11 квітня 2006 він виміняв контракт на договір оренди на рік у Фініксі, штат Аризона.
11. 26 квітня 2006 він обміняв договір на побачення із рок-легендою, Елісом Купером.
12. 26 травня 2006 він обміняв здибанку з Купером на моторизовану снігову кулю KISS.
13. 2 червня 2006, він обміняв кулю на роль у фільмі Donna On Demand.
14. 5 липня 2006 він виміняв роль у фільмі на двоповерховий фермерський будинок в Кіплінгу, провінція Саскачеван.